# Abracadabrella birdsville
Abracadabrella birdsville är en spindelart som beskrevs av Zabka 1991. Abracadabrella birdsville ingår i släktet Abracadabrella och familjen hoppspindlar. Inga underarter finns listade i Catalogue of Life.